# Эрбо, Жерардин
Фелисье Жерардин Эрбо (до замужества — Варнотт; фр. Félicie Gérardine Herbos (Warnotte); 7 октября 1883 — неизвестно) — бельгийская фигуристка, выступавшая в одиночном и парном катании. Участница летних Олимпийских игр 1920 года и зимних Олимпийских игр 1924 года. Первая женщина, представлявшая Бельгию на зимних Олимпийских играх.

## Биография
Жерардин Эрбо родилась 7 октября 1883 года в бельгийском городе Брюссель.
В 1920 году вошла в состав сборной Бельгии на летних Олимпийских играх в Антверпене. В парном катании вместе с Жоржем Вагемансом заняла 6-е место, набрав 41,5 балла и уступив 34 балла завоевавшим золото Людовике Якобссон и Вальтеру Якобссону из Финляндии.
В 1921 году выиграла чемпионат Бельгии в одиночном катании.
В 1924 году вошла в состав сборной Бельгии на зимних Олимпийских играх в Шамони. В парном катании вместе с Жоржем Вагемансом заняла 5-е место, набрав 37,0 балла и уступив 28 баллов победителям Хелен Энгельман и Альфреду Бергеру из Австрии.
Стала первой женщиной, представлявшей Бельгию на зимних Олимпийских играх.
Завершила выступления в середине 1920-х годов.
Дата смерти неизвестна.